# Svartabborrtjärnen (Bodums socken, Ångermanland, 709910-153572)
Svartabborrtjärnen är en sjö i Strömsunds kommun i Ångermanland och ingår i Ångermanälvens huvudavrinningsområde.